# Funkiella stolonifera
Funkiella stolonifera är en orkidéart som först beskrevs av Oakes Ames och Donovan Stewart Correll, och fick sitt nu gällande namn av Leslie Andrew Garay. Funkiella stolonifera ingår i släktet Funkiella och familjen orkidéer. Inga underarter finns listade i Catalogue of Life.